# سلطان‌نشین آچه
سلطان‌نشین آچه، رسماً پادشاهی آچه دارالسلام (آچه‌ای: Keurajeuën Acèh Darussalam؛ جاوی: کاورجاون اچیه دارالسلام)، یک سلطان‌نشین در استان آچه در اندونزی امروزی بود. آچه در قرن شانزده و هفده میلادی یک قدرت منطقه‌ای بزرگ بود و پس از آن وارد یک دوره انحطاط طولانی‌مدت شد. پایتخت آچه کوتاراجا (باندا آچه امروزی) بود.
آچه در اوج قدرتش دشمن و رقیب سلطان‌نشین جوهور و ملاکای پرتغال، که هر دو در شبه‌جزیره مالایا بودند، بود. این سه قدرت دائماً در رقابت برای کنترل تجارت در تنگه ملاکا و صادرات فلفل و قلع بودند. آچه علاوه بر قدرت نظامی قابل توجه، به یک مرکز شناخته‌شده فقه و تجارت اسلامی تبدیل شده بود.

## گسیل‌های عثمانی به آچه
امپراتوری عثمانی از سال ۱۵۶۵ میلادی برای پشتیبانی از سلطان‌نشین آچه در جنگ علیه امپراتوری پرتغال در چند دوره اقدام به فرستادن چندین ناوگان کرد. این گسیل‌ها در پی اعزام فرستاده‌ای از طرف سلطان آچه علاءالدین ریایات شاه قهار به سلیمان یکم در سال ۱۵۶۴ و احتمالاً در اوایل سال ۱۵۶۲ انجام شد که پشتیبانی از آچه در برابر پرتغال را درخواست می‌کرد.
این گسیل منجر به افزایش تبادلات بین آچه و امپراتوری عثمانی در زمینه‌های نظامی، تجاری، فرهنگی و مذهبی شد. حاکمان بعدی آچه این مبادلات را با امپراتوری عثمانی ادامه دادند و به نظر می‌رسد کشتی‌های آچه‌ای با پرچم عثمانی دریانوردی می‌کردند.